# Chinaco

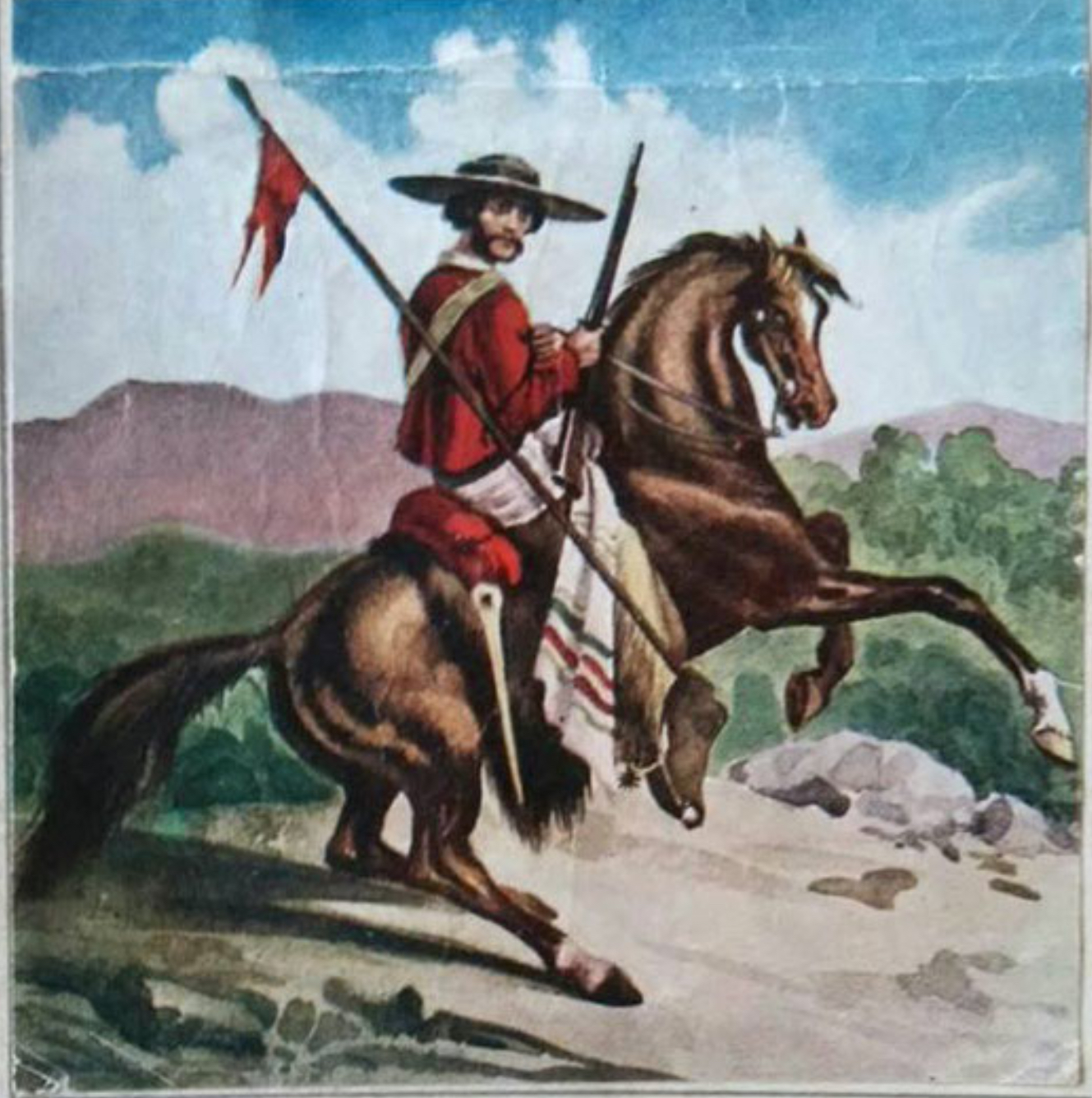
Charro con chaparreras, y una blusa de color rojo, con lo cual indicaba que era Chinaco, o sea, un liberal o republicano, durante la Intervención Francesa. Pintura de Manuel Serrano, 1864

Chinaco y Chinacate fueron unos de los apelativos despectivos que los conservadores dieron a los partidarios y guerrilleros liberales o republicanos durante la Guerra de Reforma y la intervención francesa en México. A los Conservadores y partidarios del Partido Conservador y del Imperio se les apodaba Mochos. Los Liberales también recibieron los motes de Hacheros, Tagarnos, Rojos y Colorados, estos dos últimos, porque para distinguirse en el campo de batalla, portaban alguna prenda de color rojo, el color del Partido Liberal Mexicano. Mientras que los Conservadores, también fueron apodados Cangrejos, Reaccionarios y Retrógrados.
Los Chinacos no fueron un tipo de jinete popular, u hombres del campo, distinto de los Charros ni fueron sus antecesores ni dieron origen a estos. Era únicamente un apodo o mote peyorativo político usado por los conservadores mexicanos para insultar a los liberales-republicanos durante la Guerra de Reforma e Intervención Francesa de 1862. 

## Etimología

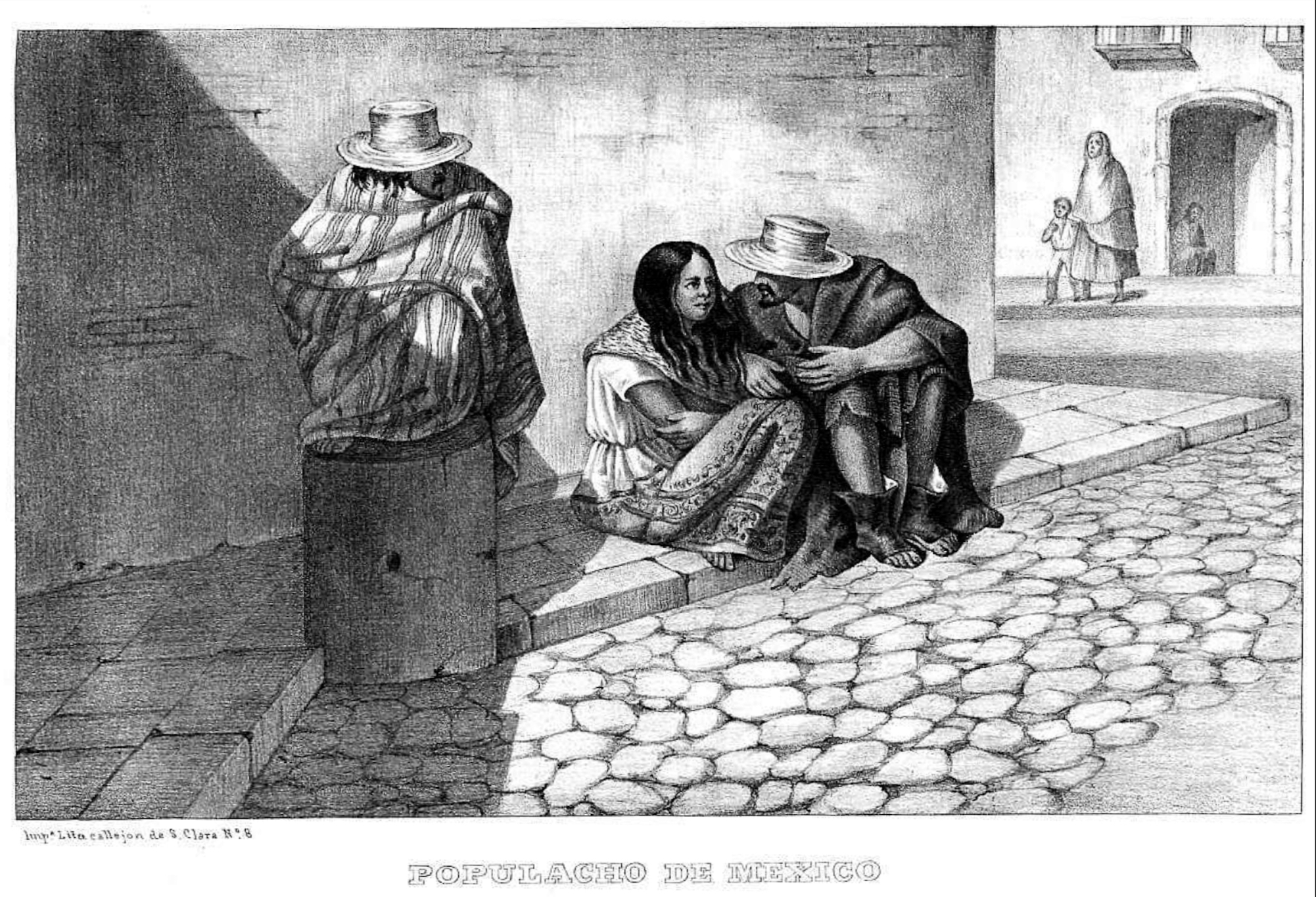
Originalmente, la palabra Chinaco se aplicaba de manera peyorativa al pueblo bajo, a los mendigos, al populacho

El origen de la palabra chinaco es incierto. La mayoría de las fuentes indican que procede del náhuatl xinacatl, "desnudo"; tzintli, "nalga", y nácatl, "nalga desnuda"; el filólogo y escritor mexicano Cecilio Robelo, indicó que, originalmente, el término se usaba coloquialmente para designar a los pollos desplumados, y que, de manera figurativa, se usaba para designar al “hombre del pueblo bajo”, sinónimo de lépero y pelado: 

”Tzintli - nacatl: la carne del culo; aludiendo á que los pollos Chinacates, por estar desplumados en el anca, se les ve la carne del culo, y por esto los llaman también “culo de fuera”. Gallo o pollo sin plumas. Fig. Hombre del pueblo bajo; lépero, pelado.

 El filólogo e historiador mexicano, Joaquín García Icazbalceta, indicó lo mismo en su Vocabulario de mexicanismos (1899), al decir que se aplicaba de manera peyorativa a las gentes de la “hez del pueblo”, el populacho:

“Chinaco: lo mismo que chinacate, y más usado. Todavía se aplican estos nombres á individuos de la hez del pueblo: toma entonces femenino.”

 El escritor y profesor cubano, Félix Ramos y Duarte, indicó lo mismo en su «Diccionario de mejicanismos» (1895):

Chinacate: adj. Pollo chinacate, ó pollo nacatón, es el que desde su nacimiento está desplumado. Es alteración del azteca xinácatl, desnudo.

Chinaco: sm. Demócrata, republicano, radical, deuteromaníaco. La palabra chinaco procede de la azteca xinácatl, que significa desnudo.

El Diccionario de Americanismos de la Asociación de Academias de la Lengua Española incluye dos términos: chinaca y chinaco. El primero es definido como: “f. Mx. Pobretería, conjunto de pobres. pop ^ desp.” Mientras que chinaco es definido como: “/sust. Mx. Referido a persona, que lleva la ropa vieja, sucia o rota.”
Algunos argumentan que deriva de la traducción del término francés sans-culottes, "sin ropa interior", peyorativo utilizado durante la Revolución Francesa (1789-1799) para referirse a las clases bajas que participaron en la insurrección con el fin de derrocar al antiguo régimen. Algunos especialistas aseguran que este apodo arribó a la Nueva España durante la primera década del siglo XIX, y que debemos su propagación a los conservadores, quienes lo empleaban despectivamente para referirse a los comunes: hombres y mujeres del pueblo que se unieron a la causa libertaria durante la Guerra de Independencia, y cuya vestimenta denotaba su origen humilde.
La unión de las masas populares al movimiento independentista no implicó necesariamente que compartieran la ideología política de los insurgentes, sino que su participación se debió a la resistencia emprendida por las comunidades campesinas al despojo de la tierra y sus bienes comunales, como resultado de la privatización impuesta. En las décadas que siguieron a la independencia, el despojo de los bienes comunales se agudizó, y de la misma manera, creció la resistencia de los comuneros, que siguieron siendo identificados con desprecio por los conservadores bajo el apodo de "chinacos".

## Uso durante la Guerra de Reforma e Intervención Francesa
Fue durante la Guerra de Reforma y la Intervención francesa que el uso de estos motes se proliferó y se volvieron más conocidos, al ser usados por los conservadores e imperialistas mexicanos para insultar y denigrar a los liberales mexicanos que apoyaban la Reforma a la constitución y que estaban en contra del Segundo Imperio Mexicano.
En casi todo el mundo es común el uso de apodos despectivos hacia las personas de acuerdo con su ideología política, especialmente durante conflictos políticos internos, guerras civiles, luchas electorales, ó cualquier tipo de disenso político, con la intención de querer insultar, denigrar o desestimar. Durante la Revolución inglesa a los partidarios del parlamento gubernamental se les apodaba “Roundheads”, mientras que a los realistas, aquellos que apoyaban al rey, se les apodaba “Cavaliers”. Durante la Guerra Civil de Estados Unidos, a los confederados separatistas se les apodó “Rebels” o “Rebs”, mientras que a los unionistas se les apodaba “Yankees” ó “Yanks”.
México, durante el siglo XIX, no fue la excepción y los liberales juaristas y sus partidarios fueron apodados chinacos ó chinacates por parte de los conservadores, para denigrarlos e insultarlos, insinuando que eran gentuza, pelados, unos pordioseros. Por su parte, los liberales apodaron a los conservadores y sus partidarios con el mote de “Mochos”. La palabra “mocho”, según la RAE, significa santurrón o gazmoño, uno que es exagerado en los actos de devoción o un hipócrita que aparenta ser devoto. Se les llamó así, porque uno de los conflictos era sobre la propuesta de la libertad de culto, esto lo veían como un ataque a ellos, a sus creencias religiosas, y la iglesia católica.
El escritor francés, Lucien Biart, quien vivió en México de 1846 a 1867, y que formó parte del gobierno imperial de Maximiliano como corresponsal de la Comisión Científica Francesa, escribió en su libro —Benito Vázquez (1867): 

“Chinacos: Expression de mépris employée par les conservateurs mexicains pour désigner les libéraux, qui, de leur côté, qulifient leurs adversaires de mochos.” (Chinacos: Expresión de desprecio utilizada por los conservadores mexicanos para designar a los liberales, quienes, por su parte, califican a sus oponentes como mochos.“

 El principe, y militar del ejército de Maximiliano, Félix de Salm-Salm, coincide con Lucien Biart, al escribir en 1868 que:

“Incluso los cornetistas, muchachos de entre quince y dieciséis años, se escapaban del campamento con fusil y municiones y con sus propias manos perseguían a los Chinacos, que era el apodo de los liberales que nos llamaban Motchos [sic pro Mochos].

 El periodista y corresponsal de guerra inglés, John Edwin Hilary Skinner, quien estuvo en México durante la intervención francesa, definió Chinaco de la misma manera en 1866 al escribir que era:

“El nombre de los partidarios liberales”.

 El militar danés y voluntario del ejército de Maximiliano, Henrik Franz Alexander von Eggers, escribió es su libro —Erindringer fra Mexico (1869)— que Chinaco era el apodo de los republicanos:

“Pronto tuvimos pruebas de ello, ya que al día siguiente de nuestra llegada fuimos entregados al prefecto, un coronel liberal llamado Felipe Cruz, que se había escapado hacía poco tiempo del cautiverio en Puebla, donde había estado más de un año y medio, y ahora nos declaró que pensaba tratarnos de la misma manera como él mismo había sido tratado en Puebla, lo cual no debe servir para animarnos terriblemente, ya que sabíamos muy bien que ni los franceses ni los austriacos habían mostrado excesiva bondad hacia los Chinacos, el apodo común para los republicanos en México.”

 El capitán de la Armada Británica, William Henry Bullock Hall (1842-1895), quien combatió en México durante la Intervención Francesa, definió Chinaco como:

“Chinacos —uno de los varios nombres para los liberales o juaristas”

 Mientras que el militar inglés, James Frederick Elton, dio a entender que Chinacos eran lo peor del partido Liberal:

“. . . pero en México los Chinacos —los peores outsiders del Partido Liberal— tienden a abalanzarse sobre cualquier fábrica de esta descripción y a imponer un chantaje en nombre de la Libertad, ¡pobre Libertad! ¡Su nombre se toma en vano aquí casi tanto como en el Viejo Mundo!— para después huir lo más rápido posible, dejando posiblemente a dos o tres pobres diablos, que tal vez los hayan ofendido de palabra o de hecho, colgados de los árboles, para alentar a los demás”.

 El oficial belga, Émile Henri Walton, miembro de la expedición a México durante la Intervención, dio a entender más o menos lo mismo que James Frederick Elton, al decir que los partidos políticos que combatían estaban divididos entre los radicales y los moderados, inclusive haciendo referencia a los “Montañeses” (Montagnards) del grupo político liberal francés, “La Montaña” (La Montagne), de la Revolución Francesa de 1848, argumentando que los liberales “puros” eran todavía más radicales que los “montañeses”, mientras que los “mochos” eran los conservadores más religiosos y más realistas que el mismo Rey de Francia:

Ahora les diré, francamente, mi opinión sobre los asuntos de México. Para comprenderlos adecuadamente, primero debemos tener una idea de los partidos que se disputan allí por la preeminencia. Están los puros, los moderados, los mochos y los conservadores. Los puros son los republicanos acérrimos, los rojos, los montañeses de 1848 al enésimo poder; los moderados son liberales moderados, que entienden que en un país desgarrado por cincuenta años de guerra civil y de la anarquía, el progreso no se puede establecer a vapor ni con decretos fechados en la heroica Veracruz, ni en ninguna ciudad heroica, sino que el verdadero progreso requiere tiempo e instituciones sabias; los mochos son la gente completamente subordinada al partido clerical, de los cuales Luis XVIII dijo: "son más realistas que el Rey". Los conservadores son los comerciantes, los ricos propietarios, los altos funcionarios, con pocas excepciones; algunos escritores talentosos, como Alamán, Gutiérrez d'Estrada; algunos diplomáticos, como Hidalgo, Luis de Arroyo, y muchos generales y oficiales, especialmente los de las armas especiales.

Chinaco también era sinónimo de disidente, el filósofo belga y oficial del regimiento Emperatriz Carlota, Charles Loomans (1816-1899), quien estuvo prisionero en México en 1865, escribió que:

“Después de unos diez días de marcha, entramos en Morelia donde procedimos inmediatamente, de acuerdo con las instrucciones del Estado Mayor, a formar columnas destacadas que debían desplegarse en el interior de la región, realizar incursiones regulares y perseguir activamente, a las bandas de disidentes o republicanos que, bajo el nombre general de Chinacos, cruzaban las montañas como auténticos piratas terrestres y acosaban por todos los medios a las tropas aliadas de Maximiliano I y de Napoleón III.

En la novela “Los Dramas de México” (1887), Juan Antonio Mateos describe a los dos bandos: 

"El Coronel comenzó su relato. — Estábamos en la guerra de los tres años, los malditos liberalejos nos hacian una guerra á muerte, yo pertenecía al ejército de la religion, era yo mocho, como nos decian los chinacos."

En su libro “Historia Patria” (1895), el historiador y filósofo mexicano Justo Sierra Méndez nos habla sobre como el emperador Maximiliano era liberal y progresista y se oponía a los mochos y sus ideas: 

"Maximiliano, amigo de las ideas modernas, se puso, desde que llegó, en lucha con el partido clerical, llamó á su lado y gobernó con liberales, que creyeron perdida por mucho tiempo la causa de la República y trataron, engañados, de salvar por lo menos la Reforma. El clero y los que formaban la clase que en Méjico se ha llamado, quien sabe por qué, aristocracia, llegaron á decir que preferían á Juárez y se hizo popular este dicho : Juarez indito, Juarez güerito, todo igualito. — Disgustado con los clericales ó los Mochos como él los llamaba, porque así los llamaban familiarmente los liberales, reconoció las leyes de Reforma y entró en pugna hasta con el Papa. — Mas los liberales ó Chinacos, como él los llamaba también, lo impulsaron á sacudir la tutela de los franceses y éstos y su jefe, el famoso Bazaine, se disgustaron con él y trataron de obligarlo á obedecer ó á largarse.”

Como los liberales y partidarios de la república adoptaron con orgullo los apodos de chinacos y chinacates, estos comenzaron a cambiarle la connotación negativa, así, después de aquellos conflictos y hacia finales del siglo XIX, las dos palabras comenzaron a tener nuevas acepciones, como la de “Demócrata”, “Republicano” y “Radical” como también la de “guerrillero liberal”. Aunque todos los diccionarios mantenían la definición peyorativa original, sinónimo de Lepero, populacho, y desarrapados.
Este tipo de insultos o apodos derivados del disenso o conflicto político e ideológico siguen siendo comunes, pues el chinaco y mocho del pasado han encontrado sus contrapartes en los “chairos” y “fifis” del México actual.

## Características

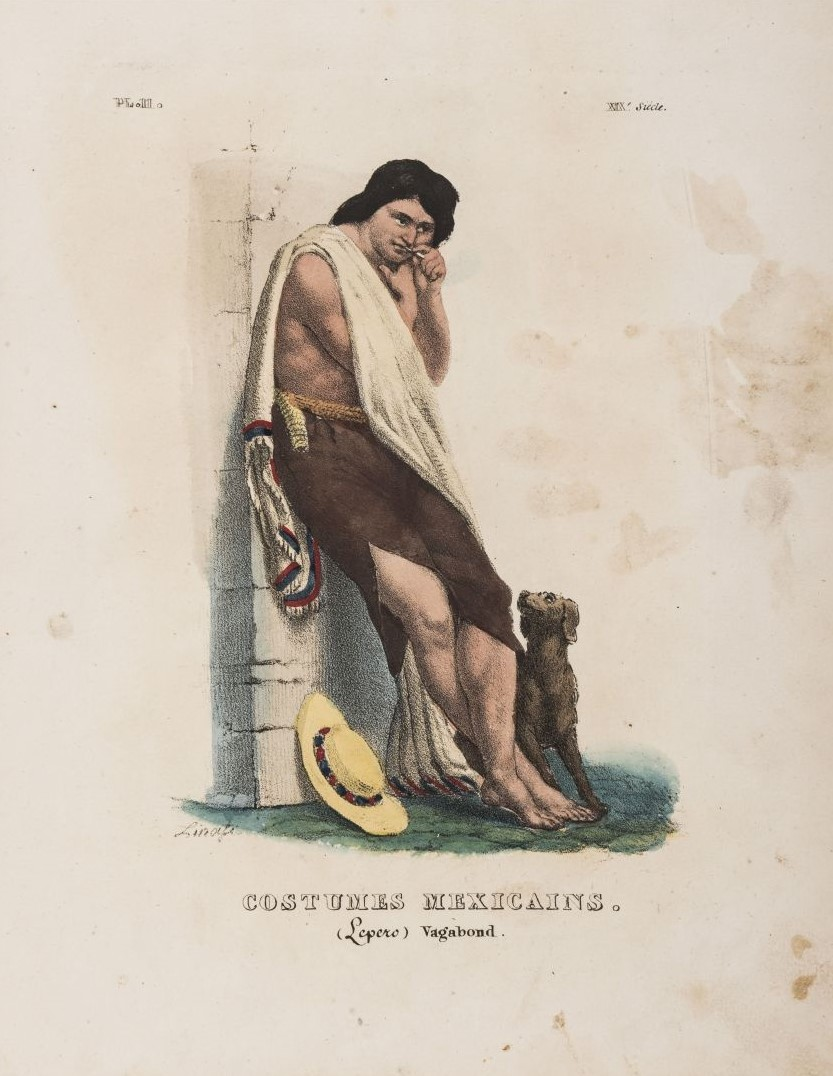
”El Lepero” de Claudio Linati (1828). El significado original de Chinaco era el de un mendigo, pordiosero, pelado, miembros del populacho o vulgo

No existía una vestimenta de “chinaco” como tal, debido a la diversidad de acepciones que tiene la palabra y la diversidad de las personas a las cuales se les aplicaba dicho apodo. Si tomamos la definición original de las palabras chinaco y chinacate, la que se aplicaba al populacho, a la hez del pueblo, el vulgo, sinónimo de desarrapado, mendigo y pelado, las vestimentas de estas gentes eran muy pobres, más bien, carecían de una vestimenta, ya que debido a la pobreza andaban solo cubiertos con trapos sucios. Una imagen representativa de estos Chinacos o Chinacates es la litografía titulada “Lepero” de Claudio Linati de 1828. El Lepero en la cultura popular mexicana es el epítome del Chinaco, bajo la definición original. 

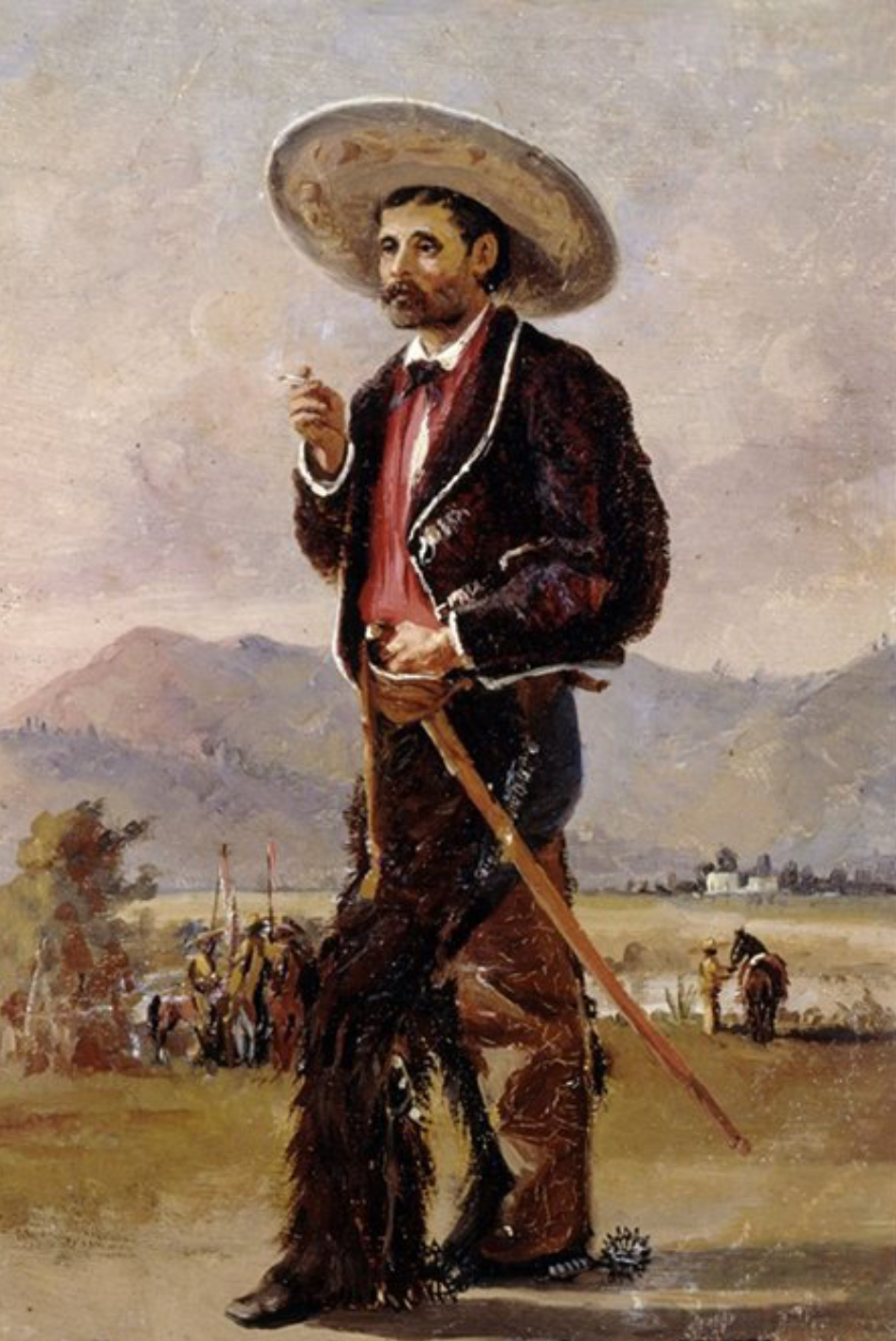
Charro con blusa roja, indicando que era Chinaco (1866)

De igual manera, tampoco existió una vestimenta típica o estándar si usáramos las palabras chinaco y chinacate con el uso o connotación que se le aplicó durante la Guerra de Reforma e Intervención francesa, debido a la diversidad de los Liberales mexicanos y sus partidarios, como también la diversidad de sus rivales, los Conservadores e imperialistas. De tal manera que hubo todo tipo de Chinacos y Mochos. Había Charros chinacos, como también hubo Charros mochos; Hubo hacendados, campesinos e indígenas chinacos como también los hubo mochos. 
En otras palabras, los chinacos y mochos iban a ir vestidos de acuerdo a sus quehaceres, costumbres y capacidades. Aunque para los mismos Liberales, el atuendo de un chinaco de verdad era el de Charro, vestido con Chaparreras y sombrero Jarano. El militar argentino, Edelmiro Máyer, quien combatió a favor de los liberales, refirió que: 

“Cuando ardía en su mayor fuerza la guerra civil de México en 1857, tomaron parte muchísimos ciudadanos que armaban por cuenta propia pequeños cuerpos de caballería que combatían como guerrilleros al enemigo. Aquellos que luchaban a favor de la Reforma, es decir, los liberales, fueron conocidos con el nombre de chinacos […] En su clase de caballería irregular se distinguió como la que más lo haya hecho en la historia militar, pero eran así ... algo cosacos cuando no tenían cerca alguna tropa de línea. Siempra andaban bien montados, pues poco les costaba proporcionarse excelentes caballos; sus armas eran de las mejores, usando carabina, revólver y un sable corto y pesado llamado machete por ellos, y de tan buen acero y bien templado, que afilado podía servir de navaja de afeitar. Su montura la formaba la silla mejicana […] No llevaban uniforme, usando con más o menos lujo el pintoresco traje del ranchero mexicano.”

Sin embargo, los Mochos también vestían dicho traje, causando la ira de los Liberales Juaristas. Guillermo Prieto, escritor y político liberal, publicó en el periódico —El Monarca— en 1863, un poema titulado “El Sombrero Jarano“ en donde alude a esto:

Sombrero charro, 

tú no eres para traidoras cabezas;
sólo para el chinacate
eres aureóla y diadema,
y como copa de fresno

cuando su frente sombreas.

La única gran diferencia que llegó a existir es que en la vida diaria y en el campo de batalla para distinguirse entre ellos, los Chinacos, tanto hombres como mujeres, portaban alguna prenda, como una camisa o corbata, de color rojo, el color del Partido Liberal Mexicano; mientras que los Mochos, evitaban vestir dicho color, y llegaban a portar prendas de color verde y alguna imagen del crucifijo, el color y símbolo del Partido Conservador. 
El oficial francés, Albert Hans, relató en su libro «Queretaro: Memorias de un oficial del emperador Maximiliano (1869)»: 

Apénas el regimiento de la Emperatriz, mandado por oficiales valientes y distinguidos, un escuadron de la guardia municipal de México y otro de húsares austro-mexicanos, merecian verdaderamente el nombre de caballería regular; el resto no era mas que chinaca verde, como decian irónicamente los oficiales de mejor época, haciendo alusion á la chinaca roja, sobrenombre dado á las bandas indisciplinadas de caballería republicana, vestidas de blusas rojas, por las que profesábamos el mas profundo desprecio.”

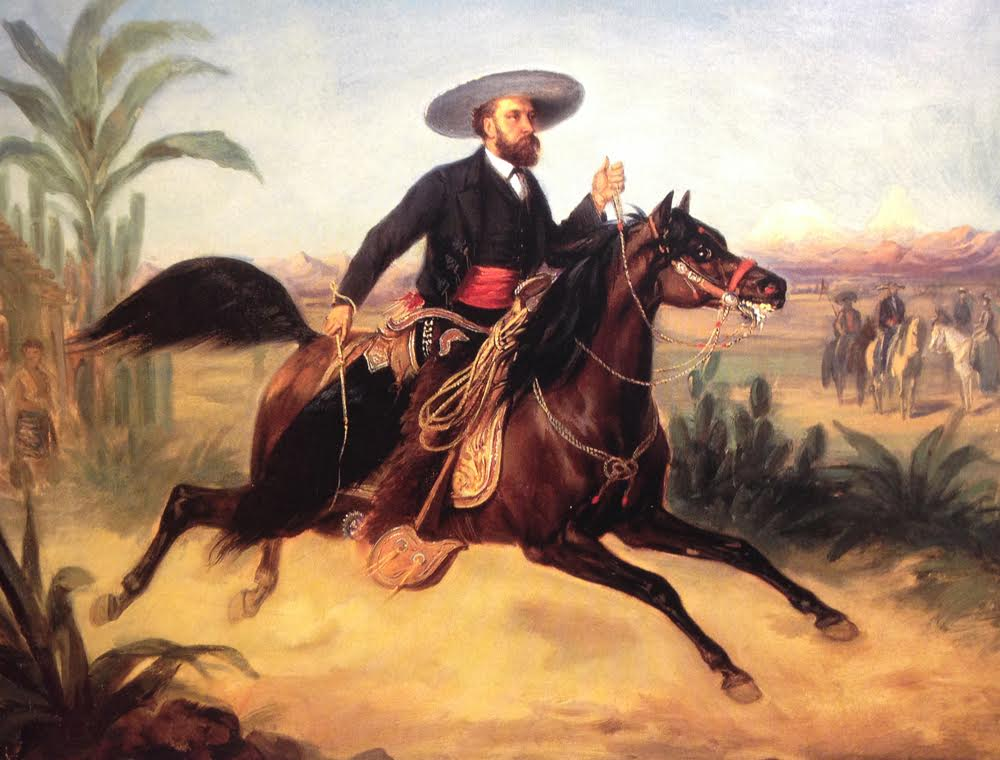
El Emperador Maximiliano vestido de Charro con un ceñidor de color rojo, con lo cual indicaba que se declaraba como “Chinaco” o partidario del Liberalismo mexicano.

 En el libro «Historia de la guerra de intervención en Michoacán (1896)» de Eduardo Ruiz Álvarez, se publicó una carta escrita en 1864, en donde se relata la llegada del Emperador Maximiliano a Morelia, vestido de Charro chinaco, pues vestía una “escandalosa” corbata roja, lo que no agradó mucho a los liberales y enfureció a los conservadores:

El 29 le correspondió Uraga el banquete, y el 19 de Octubre salió para La Piedad, de donde prosiguió su viaje el día 8; el 9 pernoctó en Panindícuaro, el 10 en Tecacho y el 11, á las diez de la mañana, hacía su entrada en Morelia, vestido de Charro y con corbata roja, lo que no halagó á los republicanos y si lleno de despecho á los clericales. […] Por fin apareció el Emperador en la garita de Chicácuaro, con pantalonera con botones de plata, chaqueta y chaleco blanco, sombrero galoneado y una escandalosa corbata roja: montaba un caballo negro con silla vaquera. Por supuesto que á la mochitanga no le cayó muy en gracia ver al güero disfrazado de chinaco.

Las mujeres chinacas, muchas veces vestían zapatillas de color verde para insinuar que “pisoteaban” a los mochos. En el diario anarquista alemán Freiheit, el cual apoyaba los movimientos liberales e izquierdistas, publicó varias historias y artículos acerca de la Intervención francesa. En la edición publicada el 15 de febrero de 1873, publicó una parte de una novela histórica titulada “Der neunzehnt Juni” (El 19 de Junio) escrita por H. Weisz. En ella relata: 

“El verde era el color de los conservadores, el rojo el de los liberales. Incluso durante la presidencia de Miramón, las damas liberales usaban zapatos verdes para molestar a sus oponentes, lo que significaba algo así como: los pisotearemos. La respuesta fue inevitable, y en las calles de México se reconocía a los partidos por los pies en vez de por la cabeza; Por suerte, los pies de las damas en ese país son tan delicados que se les puede perdonar este pecado político (a costa de la elegancia).”

“La belleza clásica de las hermanas impresionó no sólo sus sentidos, sino también su “yo” moral. Probablemente para ganar tiempo, tomó una silla, encendió el cigarro ofrecido y miró con desconfianza al donante. "Me permite?" Comenzó a hacer preguntas mutuas después de un rato, "¿por qué ustedes señoras usan estas mantas rojas en este día de fiesta, e incluso zapatos verdes?"

En el libro “La intervención y el imperio” (1861-1867), el escrito e historiador Victoriano Salado Álvarez, describe con lujo de detalles el atuendo Charro del coronel conservador Paulino Gómez Lamadrid, quien por ser mocho, portaba prendas de color verde: 

“A poco asomó por la calle un tipo de jinete mexicano. El caballo era negro, grande y braceador; llevaba bozalillo, gargantón y riendas de color verde obscuro formando caprichosas grecas en el pecho y hocico del caballo; el freno, las cabezadas y el fuste estaban forrados de plata maciza; las cantinas llevaban chapetones de plata y bordados de hilo de oro y de pita; los estribos y las espuelas eran de los famosos de Amozoc, incrustados de plata y oro, y en los tientos delanteros llevaba de un lado el cabestro y del otro la Reata de lazar. El Charro iba cubierto con un gran zarape de color verde que llevaba en el medio una cruz de galón blanco, y no se le veía de la cara más que un gran bosque de barbas. Al llegar al Obispado se introdujo al patio y todos pudieron conocerle.  —Es Paulino Gómez Lamadrid, dijeron; viene de seguro á buscar a Benito Quijano.”

## Mitos e historia popular
Debido a la falta de una investigación más profunda por parte de académicos y al desinterés popular por el tema, se ha malinterpretado o corrompido, a largo de las últimas décadas, la historia de lo que era verdaderamente un chinaco. A causa de esto, se ha perpetuado la idea de que los «chinacos» eran un tipo de jinete popular distinto del Charro, antecesor de este, que era diestro en el manejo del caballo, que fue vaquero y guerrillero y que combatió en la Guerra de Independencia, la Guerra con Estados Unidos y la Intervención Francesa. 
De esta hipótesis infundada surgen una serie de cuentos o mitos sobre lo que supuestamente era un chinaco, que aunque sean contradictorios, la gente, incluyendo académicos y la misma Federación Nacional de Charrería, han dado por hecho, tales como:
- Los Chinacos eran un tipo de jinete popular, hombre del campo, que dio origen al Charro.
- Fue el emperador Maximiliano el que “modificó” el traje de los Chinacos y así, gracias a él, nacieron los Charros y su traje.[44]
- Los Chinacos y Charros existieron al mismo tiempo, fueron contemporáneos, y eran “enemigos” pues eran de distintas clases sociales, pero gracias a Maximiliano se término dicho conflicto cuando el forzó a todos a llamarse “Charros” y así desaparecieron los Chinacos.[45]
- Chinaco viene de “Xinacatl” que significa murciélago, y se les llamaba así por que eran guerrilleros y bandidos que se escondían en cuevas por el día y atacaban de noche.[46]
- Chinaco viene de Chino, una casta racial de la época virreinal, mezcla del negro y el indígena, que con el paso del tiempo paso a “chinaco”.[47]
- Chinaco viene de “chino”, y se les llamaba así por que eran gente humilde de origen indígena que al tener ojos rasgados los insultaban llamándolos “chinos” y de ahí paso a “chinaco”.

Los académicos argumentan que los Chinacos fueron los antecesores de los Charros y que estos no existieron sino hasta mucho tiempo después. Algunos van más allá y dicen que los Charros surgieron hasta principios del siglo XX, y que fueron un invento de la Revolución. Y a pesar de que no existen evidencias escritas ni visuales de los chinacos, y al contrario si existen evidencias sobre el uso del término Charro para referirse a esos jinetes, los académicos insisten en decir que los Charros no existían.

Esta mal interpretación de la historia, según algunos académicos, se debió principalmente a una confusión respecto al traje de los Charros, pues la gente, incluyendo los académicos, ignoran el hecho de que dicho traje, también llamado traje de Ranchero, ha ido evolucionando a lo largo de varios siglos, y que lo que conocemos hoy en día como “traje de chinaco” es en realidad el traje antiguo de Charro.

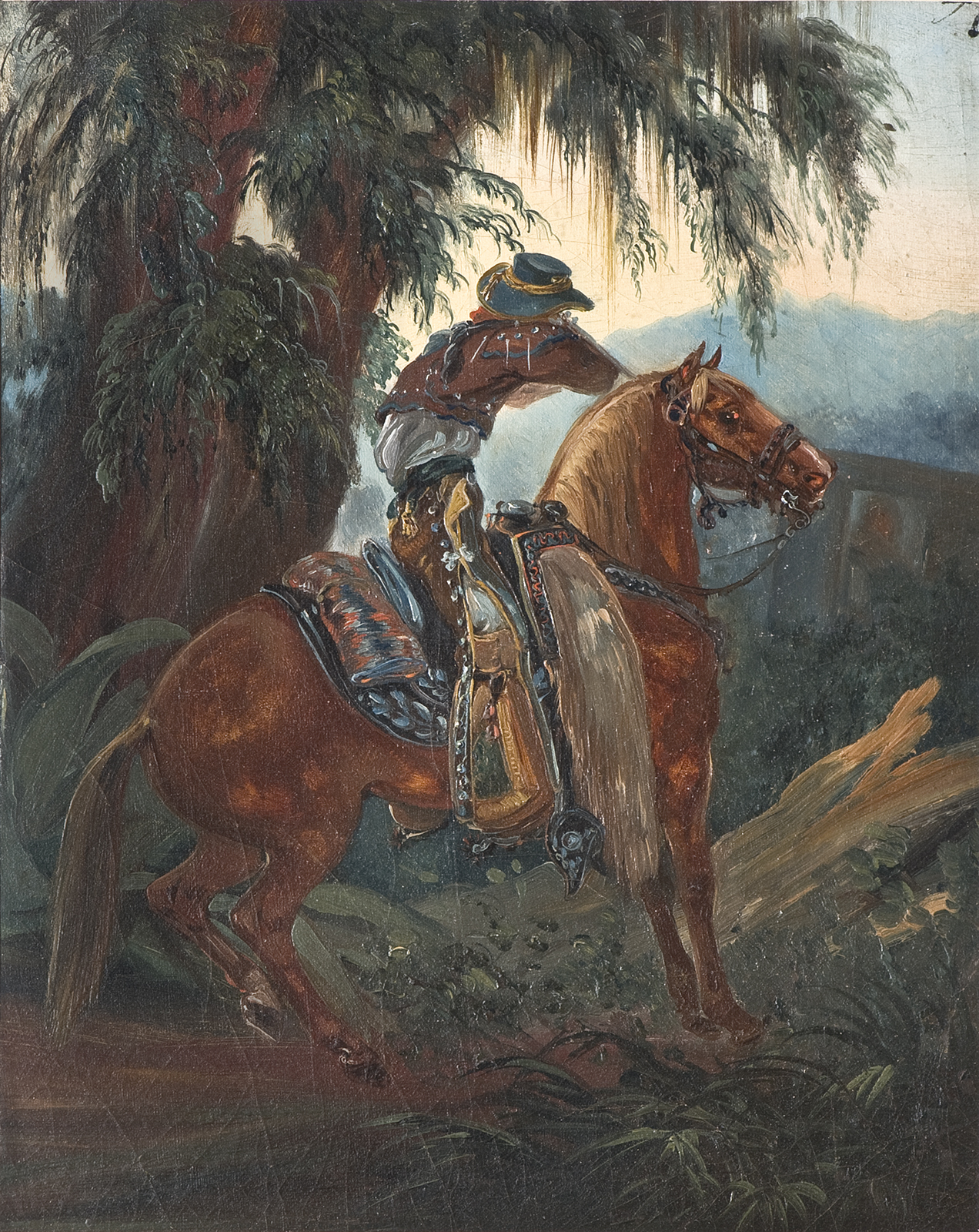
Salteador de Diligencias de Mauricio Rugendas (1831)

De hecho, la única forma en que la mayoría hoy en día distingue a un Charro de lo que ellos llaman «Chinaco» es por el atuendo, específicamente las botas de campana o campaneras, un par de cueros realzados que envolvían la pantorrilla, que daban la impresión de traer los pantalones acampanados, y por el sombrero de charro que antiguamente era de copa baja. Hoy en día la gente asume que Charros son los que visten pantalones cerrados y ajustados y el sombrero con la copa alta, mientras que los «chinacos» son aquellos que vestían calzoneras «acampanadas» y abiertas de los lados y un sombrero de copa baja.
Por esta razón, cualquier imagen, pintura, litografía, acuarela, o dibujo que muestra a un Charro antiguo, es tachado hoy en día por «expertos» como «chinaco», ignorando por completo, muchas veces a propósito, el título original de la obra. Tenemos como ejemplo la muy conocida obra del pintor alemán Mauricio Rugendas titulada por el mismo como —Salteador de Diligencias— pero re-titulada hoy en día como «Chinaco», aunque en ningún momento el autor haya utilizado dicho nombre.
Faustino A. Aquino Sánchez, académico e investigador del Museo Nacional de las Intervenciones del INAH, dice: 

“. . . en la actualidad se cree erróneamente que las imágenes que existen del Charro antiguo son las del chinaco, que este fue el antecesor de aquel, y que el uso de la bota de campana es lo que distingue a un chinaco de un charro. Es evidentemente que existe una confusión histórica pues, ni en la colección de trajes mexicanos que aparece en El Museo Mexicano [1844], ni en Los mexicanos pintados por sí mismos [1854], ni en México y sus alrededores [1856], ni en otras fuentes que hablen de las costumbres y trajes mexicanos, hay una sola descripción del chinaco.”

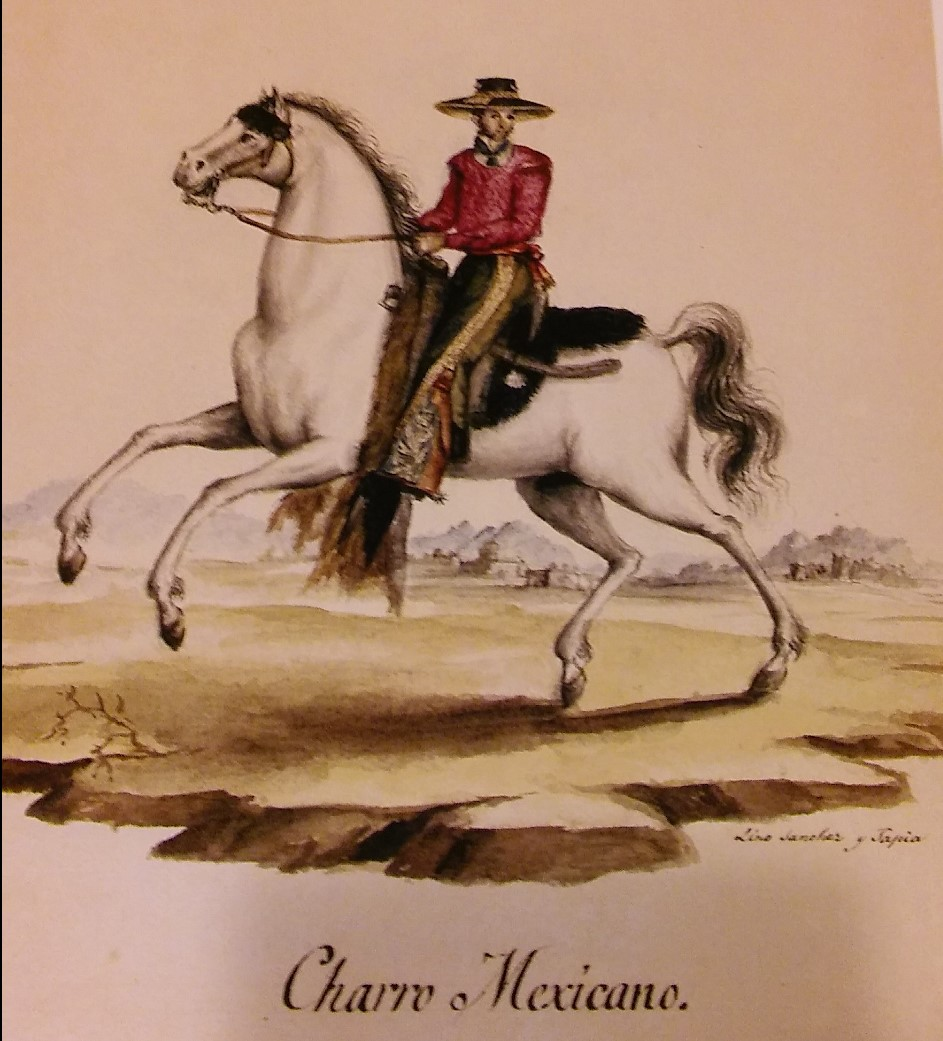
“Charro Mexicano” de Lino Sanchez y Tapia (1828). Un Charro, con el traje antiguo de charro, que hoy muchos conocen erróneamente como “traje de chinaco”.

Pero las evidencias, tanto visuales como textuales, no solo evidencian la inexistencia de los “chinacos” como jinetes distintos al Charro, sino que demuestran que el término Charro era utilizado para referirse a esos jinetes que hoy en día se conocen erróneamente como «chinacos».
Una de las mejores evidencias de esto es una de las litografías de 1828 del artista mexicano Lino Sánchez y Tapia que muestra a un jinete vestido con el traje que hoy muchos llaman «chinaco» bajo el título de Charro Mexicano, en la época en que supuestamente no existían los Charros. Si no fuera por ese detalle de haber titulado la obra de dicha forma, hoy en día la gente y expertos la habrían re-titulado como «Chinaco a Caballo» o «Chinaco». 
En 1849, en un reporte sobre el Estado de Guanajuato en el —Boletín de la Sociedad de Geografía y Estadística (1849)— describe el traje y nombre de la gente del campo:

“La gente de á caballo de los campos usa el vestido que llamamos de Charro, esto es, calzoneras de cuero ó pana con muchos botones, botas realzadas de piel de venado ó chivo, grandes espuelas y sombrero de ala tendida, á que acompañan la manga ó jorongo, y las armas de pelo.”

 Edward B. Penny, explorador británico, confirmó esto décadas antes en 1824, en su libro —A Sketch of the Customs and Society of Mexico— cuando llama Charro a los jinetes mexicanos y «traje nacional» a su atuendo, durante su estadía en la Ciudad de México. Lo que describe, con lujo de detalles, era el traje antiguo de los Charros, y en ningún momento hace uso del término «chinaco» a pesar de que lo que describe es lo que hoy llaman «traje de chinaco».
Esto tiene sentido considerando que el término «Charro» era usado desde el siglo XIII para referirse a los Rancheros, el nombre original (y correcto) del jinete mexicano que habitaba las zonas rurales y haciendas llevando a cabo todos sus quehaceres, como el oficio de vaquero, a caballo. El primer registro que se ha podido encontrar de este término en México data de 1797 en un sainete titulado —El Charro— en el libro «Miscelánea de Poesías Sagradas» de José Agustín de Castro. 
En ningún momento, texto o imagen de los siglos xviii o xix, se usó el término «chinaco» para referirse a esos jinetes u hombres del campo. Lo encontramos únicamente como un apodo o mote peyorativo político usado por los conservadores mexicanos para insultar a los liberales-republicanos durante la Intervención Francesa de 1862.